# 模式生物
模式生物（英語：model organism）是除人类外作为实验模型以研究特定生物学现象的物種（动物、植物和微生物）；从研究模式生物得到的结论，通常可适用于其他生物。模式生物一般受到廣泛研究，對其生物現象有深入了解。根據從這些物種所得的科學研究結果，可以歸納出一些涵蓋許多生物的模型，並應用在各領域的研究。
利用不同的模式生物來進行實驗，對於結果會有不同的差異是眾所周知的事，因此，要如何選擇適當的生物，來進行生物體內研究，也是生物學和生物醫學一個重要方向。利用模式生物來發現、確認，可以對於疾病的治療、防治達到更佳的效果，進而發展更新的藥物。
模式生物的選擇上，要考慮到生物的多胎性、生命週期長短、生物體型或胚胎大小是否利於觀察、品種特異性、能供大部分研究者使用、能運輸至國外、能精確控制疾病或病變的再現性。
動物模式可應用於癌症、糖尿病、高血壓或其他疾病研究，近年的動物模式也應用於致癌原或環境毒物對人類的影響。

## 列表
括弧內為學名。

### 脊索動物
- 文昌魚（Branchiostoma lanceolatum）
- 非洲爪蟾（Xenopus laevis）[4]
- 斑馬魚（Danio rerio）
- 青鱂魚（Oryzias latipes）
- 雞（Gallus domesticus）
- 小鼠（Mus musculus）
- 大鼠（Rattus norvegicus）
- 猴子（Cercopithecidae）
- 猪 （swine），尤其是小型猪（英语：Miniature pig），如德国哥廷根猪，中国五指山小型猪近交系（五指山豬）等。
- 红鳍东方鲀（Takifugu rubripes) [5]

### 無脊椎動物
- 海膽（Strongylocentrotus purpuratus）
- 黑腹果蝇（Drosophila melanogaster）
- 秀麗隱桿線蟲（Caenorhabditis elegans）
- 家蠶（bombyx mori）[6]

### 真核微生物（真菌）
- 酿酒酵母（Saccharomyces cerevisiae）[7]

### 原核微生物（细菌）
- 大肠杆菌 (Escherichia coli)[8]

### 病毒
- 菸草鑲嵌病毒（Tobacco mosaic virus；TMV）

### 植物
- 擬南芥（Arabidopsis thaliana）
- 玉米（Zea mays）
- 金魚草 Snapdragon（Antirrhinum）
- 水稻 rice（Oryza sativa ）
- 烟草 tobacco（Nicotiana tabacum）
- 短柄草 slender false brome grass;（Brachypodium distachyon）

## 外部連結

大腸桿菌（E. coli）。

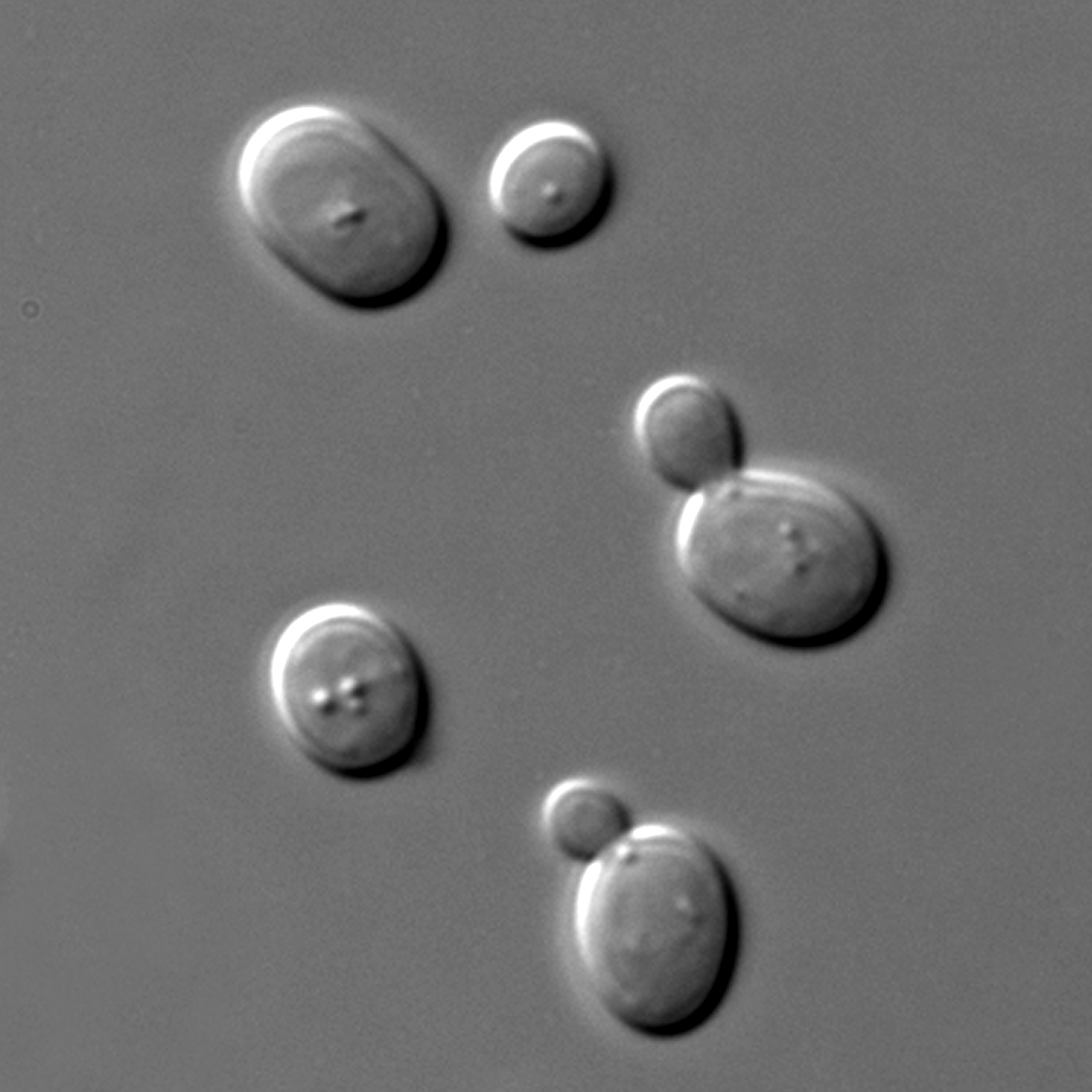
酿酒酵母（Saccharomyces cerevisiae），分子和细胞生物学中最深入研究的真核生物模式生物之一。

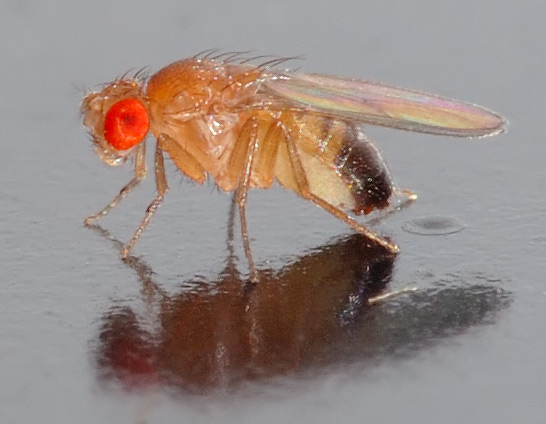
黑腹果蠅（Drosophila melanogaster）。

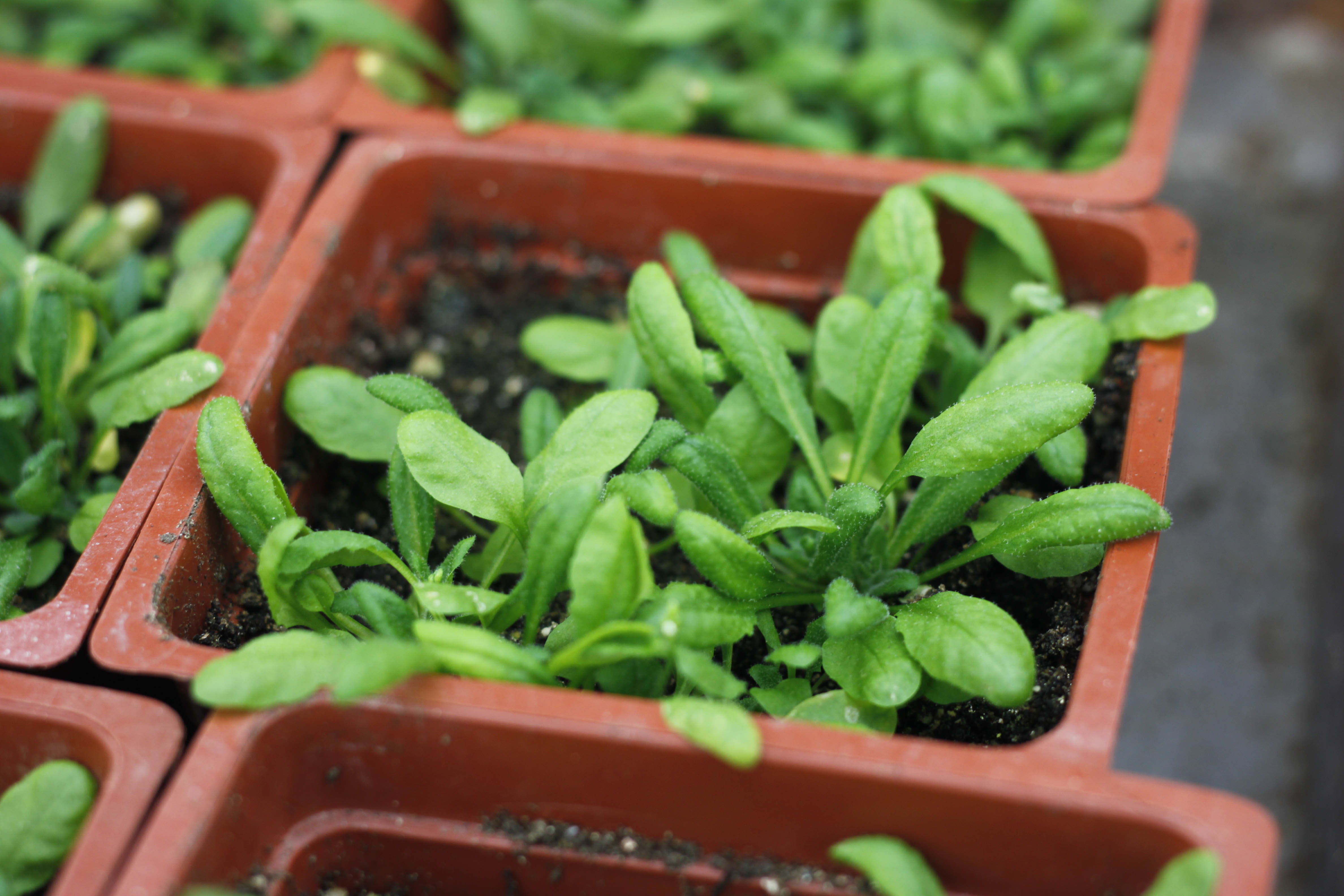
拟南芥（Arabidopsis thaliana）。

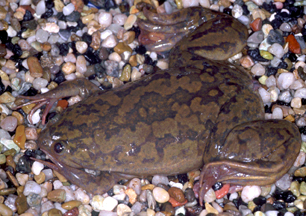
非洲爪蟾（Xenopus laevis）

- Wellcome Trust description of model organisms
- WWW Virtual Library guide to several model organism resource lists （页面存档备份，存于）
- The Generic Model Organism Database project
- The US National Institutes of Health page
- Model organisms in developmental biology （页面存档备份，存于）
- Ludwig-Maximillians-Universität Department Biologie II
- Mandoli DF, Olmstead R (2000): The importance of emerging model systems in plant biology[永久]. Journal of plant growth regulation 19 (3): 249-252
- Link to the publication of the Populus trichocarpa genome sequence
- Link to the publication of the Oryza sativa genome sequence
- yourgenome[永久]
- Encyclopedia of Life （页面存档备份，存于）
- Encyclopedia of Life （页面存档备份，存于）
- Encyclopedia of life （页面存档备份，存于）